# Sticholonche
Sticholonche es un género peculiar de protistas con una única especie, S. zanclea, encontrada en los océanos a profundidades de 100-500 m. Antiguamente se consideraba un heliozoo clasificado en su propio orden, Taxopodida. Sin embargo, actualmente es considerado como un radiolario inusual, lo que ha sido confirmado por estudios genéticos, que lo sitúan en Acantharea.
Sticholonche tiene simetría bilateral y mide usualmente alrededor de 200 μm, aunque su tamaño varía considerablemente. Los axopodios se disponen en distintas filas. Seis axopodios surgen de un surco dorsal y son rígidos, mientras que el resto son móviles. Estos se utilizan sobre todo para la flotabilidad, más bien que para alimentarse. También tiene catorce grupos de espinas dorsales prominentes y muchas espículas más pequeñas, aunque no presentan una cápsula central como los verdaderos radiolarios.